# Michael Holmes
Michael Holmes es presentador de noticias australiano y corresponsal de CNN International (CNNI). Desde noviembre de 2014, ancló CNN Today de CNNI con Amara Walker. En 2019 comenzó a presentar CNN Newsroom con Michael Holmes a las 12a, 2a y 3a ET del sábado al lunes. Antes de esto, ancló la edición de las 10 a. m. ET de International Desk y a principios de 2013 se unió a Suzanne Malveaux como copresentadora de Around The World de CNN USA al mediodía ET, un boletín de una hora de duración centrado en noticias internacionales. Anteriormente, fue el anfitrión del programa BackStory de CNNI.
Asistió a Wesley College, Perth High School de 1973–77. Holmes comenzó su carrera en el periódico Daily News en Perth a la edad de 17 años. Antes de su trabajo en CNN, fue reportero durante más de una década para la Nine Network de Australia en Perth, Sídney, Londres y Melbourne. Pasó cuatro años en Londres, cubriendo Irlanda del Norte , la primera Intifada , la caída del Muro de Berlín, la primera Guerra del Golfo y otras historias importantes. Después de regresar a Australia, fue desplegado para cubrir el genocidio de Ruanda en 1994.
Fue el primer presentador australiano contratado por CNN International (a partir de 1996), y ha informado ampliamente en todo el mundo, incluidos casi 20 despliegues a las guerras de Irak y Afganistán , así como el conflicto israelí-palestino, incluidas las misiones múltiples en Gaza y el Cisjordania y el levantamiento de 2011 en Libia .
En 2004 estaba en un convoy de CNN emboscado por insurgentes en Irak que costó la vida de dos miembros del personal. Un despliegue en Irak durante el momento más mortal de la guerra resultó en el "Mes de Mayhem" del documental de CNN, que ganó el "Águila de Oro" de CINE de 2007 . Ha ganado varios otros premios, incluidos dos Premios Peabody por la cobertura de la Guerra de Irak y la batalla por Mosul en 2017, y un Premio Edward R Murrow por la cobertura del huracán María.
Holmes tiene más de 40 años de experiencia en periodismo y ha trabajado como corresponsal extranjero en docenas de países. Actualmente reside en Atlanta.
- Datos: Q1927880